# The Royal Improphonic Orchestra & Theatre
De Royal Improphonic Orchestra & Theatre, (RIOT) is een Vlaams improvisatietheatergezelschap dat zich specialiseert in muzikaal improvisatietheater, met zang en dans.

## Historiek
RIOT werd opgericht in 2007 door Tom Tollenaere, Kristien Lindemans en Katrijn Van Bouwel, die elkaar eerder leerden kennen bij The Lunatic Comedy Club. Het drietal wilde long form improvisatietheater combineren met geïmproviseerde muziek en zang. De oorspronkelijke cast werd vervolledigd met Koen Thewissen (van oorsprong uit de Belgische Improvisatie Liga en Thierry Willemaers (vanuit Inspinazie). Het gezelschap koos als voorlopige naam RATZ, wat stond voor Roland And The Zingers. In het najaar van 2007 voegde Joris Van Der Poorten zich bij het gezelschap als contrabassist/gitarist.
Na tryouts in het najaar van 2007 en voorjaar van 2008 volgde in juli 2008 het eerste officiële optreden, in CC Casino in het kader van het Lachfestival van Houthalen-Helchteren. In augustus 2008 nam de groep de naam RIOT / Royal Improphonic Orchestra & Theatre aan. Vanaf 2011 speelde het gezelschap structureel in het Fakkelteater in Antwerpen.
In 2012 verliet  Willemaers het gezelschap. Het hiaat werd tot en met 2015 opgevuld door gastspelers als Jan Buermans, Tania Cnaepkens, Jeron Amin Dewulf. Media 2015 werd jonger bloed aangetrokken en traden Sarah Manhaeve, Kristof Jakiela en Vincent Van Nieuwenhuyze structureel toe tot de groep. Eveneens in 2015 begon het gezelschap met optredens in Theaterbox in Gent. Vanaf het seizoen 2016/17 werd van het Fakkeltheater verkast naar zaal Zirkus, eveneens in Antwerpen.